# Léonce du Castillon
 (décembre 2024).
Léonce du Castillon, connu également sous les pseudonymes d’Alard de Bourghelles et Max Van Vijve, né le 26 mai 1869 à Waregem, une ville néerlandophone de Belgique et mort le 6 février 1941 à Jette, commune de Bruxelles-Capitale en Belgique, est un imprimeur, éditeur, rédacteur, journaliste, librettiste, dramaturge et poète belge.

## Biographie

### Jeunesse et Éducation
Il était l’aîné d’une famille aisée. Son père fut successivement clerc de notaire, imprimeur-éditeur et secrétaire municipal de Waregem. Du Castillon a fréquenté l’école primaire dans sa ville natale de Waregem et les trois premières années des sciences humaines  au Sint-Jozefscollege de Tielt. Il est ensuite allé travailler dans l’imprimerie de son père à Waregem, Petrus-Désiré Ducatillon (le neveu d'Aimé Ducatillon, maire de Kruishoutem de 1926 à 1935). Son grand-père, Isidore Ducatillon (11 février 1801 – 2 janvier 1852), a été commissaire de police à Kruishoutem, puis à Tamise. Un peu plus tard, il est lui-même imprimeur, éditeur et rédacteur en chef du hebdomadaire catholique, pro-flamand et démocratique Het Zondagsblad van Waereghem, fondé en décembre 1885, rebaptisé Ons Vlaanderen en janvier 1891. Il imprime également le magazine mensuel Volk en Taal de Renaix et du magazine bimensuel des enseignants "École Chrétienne" (Christene School).

### Flamand et Social
Du Castillon a été impliqué dans le Flamingant Mouvement des landtags et dans les années 1890, il a cofondé l’Union flamande catholique d’Audenarde, la Ligue catholique flamande et le Zuidvlaamsche Sprekersbond (Union des locuteurs de la Flandre méridionale). Le sens religieux, l’engagement social et la flamandité vont de pair avec lui. Plus précisément, il a propagé la création de syndicats d’agriculteurs, de caisses d’assurance maladie, de caisses d’épargne, de bibliothèques populaires et d’initiatives connexes d’inspiration sociale.
Lors du congrès de la Ligue catholique flamande à Bruges en 1893, Du Castillon proposa la création d’un parti populaire flamand au sein du parti catholique existant. Rien n’en est résulté, ni de la coopération entre les parties, a-t-il suggéré Ligue catholique flamandele Union des agriculteurs belges et l’Union populaire belge, qui regroupait dans le socle catholique respectivement le peuple flamand, les agriculteurs et les travailleurs ainsi que leurs représentants politiques et sociaux. Au contraire, il rompit avec le parti catholique, après quoi Du Castillon et ses partisans suivirent leur propre chemin, se séparant du parti catholique.

### Daensist
En effet, le programme de l’Union des locuteurs de Flandre méridionale était très similaire à celui de la Parti populaire chrétien d’Alost et des environs, dont le prêtre Adolf Daens figure de proue, Du Castillon entre en contact avec eux. À partir de la fin de l’année 1893, Du Castillon et son compatriote Hector Plancquaert en tant que propagandiste et membre du conseil d’administration du Daensist Parti populaire chrétien. Du Castillon a participé à plusieurs Daensist magazines, dans lesquels il défendait le suffrage universel unique et la représentation proportionnelle et s’opposait au tirage au sort militaire et à la prise de contrôle de l’État indépendant du Congo, jusque-là propriété du roi Léopold II, par la Belgique. À partir de 1894, il s’installe à Bruxelles et devient membre de la société littéraire Le chardon, il a également collaboré au journal bruxellois Le peuple flamand (1894-1898), qui a été fondée à l’initiative de la Ligue catholique flamande. Au cours de cette période, Du Castillon publia également deux brochures programmatiques sur le Daensisme, De Christene Volkspartij in België (1894) et Handboek van de Christene Volkspartij (1896).
En 1899, Du Castillon a été fondée en collaboration avec Pol de Mont nommé secrétaire de la première Commission flamande des lycées, dont il était membre depuis sa fondation en 1896. À peu près à la même époque, il fonde la société d’histoire populaire et locale « Zantergilde van Waereghem » et publie en 1909 le recueil Tussen Leie en Schelde (Entre la Lys et l’Escaut), avec des histoires sur son enfance et sa jeunesse.
Avec Plancquaert, Du Castillon se présenta comme candidat à la Parti populaire chrétien aux élections législatives dans l’arrondissement de Courtrai et en 1898 et 1900 dans l’arrondissement de Termonde. Après n’avoir été élu dans aucun de ces trois cas, il a conclu qu’il n’y avait pas d’avenir politique pour un Parti populaire chrétien indépendant. Par la suite, d’une part, il a essayé d’établir une coopération avec la Ligue populaire belge démocrate-chrétienne, qui opère au sein du parti catholique, et d’autre part, il a tenté d’organiser un large front progressiste au-delà des structures de parti existantes. Après que ces initiatives, généralement à l’insu de la direction du parti daensiste, n’aient rien donné et que les autorités ecclésiastiques aient condamné les daensistes, Du Castillon chercha à rejoindre le camp anticlérical.

### Élimination du Daensisme
En 1900, il devint rédacteur en chef du journal libéral Le Journal officiel flamand de Bruxelles et il écrivait aussi à l’occasion pour le journal également libéral Les dernières nouvelles. On a aussi parlé pendant un certain temps qu’il travaillerait pour le quotidien socialiste bruxellois Le Peuple et il a également négocié avec le Parti ouvrier belge (BWP) sur la coopération. L’accumulation de ces mesures politiques arbitraires a conduit Du Castillon à être expulsé par la daensiste Christene Volkspartij le 10 février 1903 et à se retrouver dans un conflit (personnel) avec son ancien partisan Plancquaert.
À Termonde, Du Castillon participa aux élections de 1904 et de 1908, respectivement avec la liste des Démocrates dissidents et en tant que candidat sur une liste libérale, dans les deux cas en tant que concurrent du cartel daeniste-libéral de Plancquaert. Entre-temps, il est resté en contact avec un certain nombre d’autres Daensistes et a publié des contributions dans De Volkseeuw van de West-Vlaamse Daensistische priester Florimond-Alphonse Fonteyne et fut réadmis dans le parti en 1911, après avoir perdu sa coopération dans Le Journal officiel flamand de Bruxelles. En 1913, cependant, il est de nouveau expulsé et, en 1914, il tente en vain d’adhérer au parti catholique. Historien Frans-Jos Verdoodt décrivait Du Castillon comme « une figure de premier ordre de premier ordre travailleuse mais franche et controversée » au sein du daensisme, « notamment en raison de son comportement incohérent et de ses navettes entre les daensistes radicaux et pragmatiques d’une part et les daensistes, les catholiques, les libéraux et les socialistes de l’autre ».
En février 1914, Du Castillon tourne définitivement le dos à la politique (daensiste), après avoir été repoussé par le ministre catholique anversois conservateur et patriote belge des Chemins de fer et des Voies maritimes, des Postes et Télégraphes Paul Segers a été embauché. En avril de la même année, le gouvernement lui confie la mission de développer des initiatives visant à favoriser une meilleure compréhension entre Flamands et Wallons.

### Première Guerre mondiale
Au cours de la Première Guerre mondiale, Du Castillon s’enfuit d’abord avec sa famille aux Pays-Bas, à partir du début de 1915 il séjourne dans la ville française de Saint-Adresse près du Havre où le gouvernement belge est en exil et peu de temps après il part pour les Pays-Bas (La Haye). Là, il a travaillé au journal des réfugiés La Voix Flamande. Le 8 avril 1915, à l’occasion du 40e anniversaire du roi Albert Ier, que dans la situation de guerre, il n’y avait plus de temps « pour les petits tripeaux de sentiments et de langage ». Le monarque, a-t-il poursuivi, « y ajoute le miracle de la concorde, également dans le domaine de la race et de la langue ». Lorsque De Vlaamsche Stem s’est retrouvé dans un temps de militantisme actif, Du Castillon s’est tourné vers Het Belgisch Dagblad et De Legerbode, sur lesquels il a travaillé en tant que fonctionnaire rémunéré par le gouvernement de l’automne 1915 à la fin de 1918 et dans lequel il a décrit à peu près toutes les expressions de la flamandité pendant la guerre comme activisme. En 1915, il signe également le Manifeste du 21 juillet Frans van Cauwelaert et ses âmes sœurs, dans lesquelles il a été confirmé, entre autres choses, que le mouvement flamand ne voulait pas nuire à l’unité politique de la Belgique. Dans ce qu’il écrit lui-même, Du Castillon plaide pour l’unité entre Flamands et Wallons et pour une Belgique forte et indépendante.
Par un jugement du tribunal de Courtrai en date du 29 février 1924, il a été officiellement autorisé à corriger son nom de famille, passant de Ducatillon à la forme noble originelle de du Castillon.

### Après 1918
En janvier 1919, Du Castillon rentre en Belgique et rejoint le Comité de Politique Nationale de Pierre Nothomb. Dans son livre à la fois bien informé sur l’histoire et le moment, L’Escaut, la Meuse et le Rhin. Réflexions sur la révision des traités de 1815, 1831 et 1839, publié en 1919, il soutient l’annexion par la Belgique de la Flandre zélandaise et du Limbourg néerlandais. Il propose également que la Belgique étende sa sphère d’influence par le biais de consultations et de traités diplomatiques à la Rhénanie et au Grand-Duché de Luxembourg. Selon Du Castillon, la Belgique, ayant souffert pendant la guerre, avait le droit de "réparer une injustice, de restituer et d’indemniser la perte et le dommage".
En 1922, Du Castillon devient collaborateur de l’hebdomadaire anti-activiste Nieuw Limburg et, dans les années 1920 et 1930, il écrit pour le journal libéral anversois La Nouvelle Gazette. Une lettre datée du 25 novembre 1925 adressée à Auguste Monet, le rédacteur en chef de ce journal, qualifie les anciens militants et nationalistes flamands de "mafia". À l’occasion, il remplit encore des missions au service du gouvernement belge.
Sous son propre nom, mais aussi sous les pseudonymes d’Alard de Bourghelles et de Max van Vijve, Du Castillon publie des romans, des pièces de théâtre, des poèmes, des articles journalistiques sur les arts visuels, la musique et la littérature, une biographie admirative du roi Albert Ier et des textes de chansons et d’opéras en collaboration avec les compositeurs Ernest Brengier, August de Boeck, Paul Gilson et Raymond Moulaert.
Léonce du Castillon décède le 6 février 1941 à Jette, une commune de Bruxelles-Capitale en Belgique.

## Littérature
L’œuvre littéraire de du Castillon se compose de 7 œuvres en prose, 3 recueils de poèmes, 7 pièces de théâtre et 8 essais. Les plus connus sont :
- Fleur d’amour ; en collaboration avec le compositeur Paul Gilson (théâtre musical, 1996)
- Théroigne de Méricourt (du nom de la militante Anne-Josèphe Théroigne de Méricourt) ; en collaboration avec le compositeur August De Boeck (opéra, 1901)
- Le Songe d’une nuit d’hiver ; le compositeur August De Boeck (chantant en un acte et deux scènes, 1902)
- Het Land in Danger (pièce de théâtre, 1912)
- Albert 1er : sa vie, son règne (livre, 1934)
- Veria’s liefde (livre, 1940)

## Distinctions
- Officier de l’Ordre de Léopold (Belgique)
- Officier de l’Ordre de la Couronne (Belgique)
- Officier de l’Ordre de la Légion d’honneur (France)
- Commandeur de l’Ordre de Léopold II
- Commandeur de l’Ordre de la Croix-Noire de France
- Commandeur de l’Ordre de l’Étoile d’Italie
- Commandeur de l’ordre de Nichan Iftikhar (Empire ottoman)
- Chevalier de l’Ordre de la Couronne italienne
- Chevalier de Justice de l’Ordre de Saint-Lazare
- Médaille Roi Albert à deux bandes